# Прикосновение (фильм, 1992)
«Прикоснове́ние» — российский художественный фильм 1992 года режиссёра Альберта Мкртчяна. Один из первых фильмов ужасов, снятых в постсоветской России.
Фильм послужил толчком к развитию российского сегмента фильмов жанра «хоррор» и вошёл во многие учебники по кинематографии.
Премьера ленты в кинотеатрах России состоялась в ноябре 1992 года.
Слоган фильма — «Иногда мертвецы возвращаются…».

## Сюжет
1992 год. Следователь Андрей Крутицкий расследует дело о загадочном самоубийстве молодой матери Ольги Мальцевой, которая, перед тем как вскрыть себе вены, задушила подушкой собственного сына Колю. Любовник Ольги утверждает, что до самоубийства её довёл призрак её отца, трагически погибшего за двенадцать лет до того во время аварии на химкомбинате. Призрак ежедневно являлся Ольге и уговаривал убить себя и сына. Сразу после разговора со следователем мужчина тоже покончит с собой.
На похоронах Ольги Крутицкий знакомится с её сестрой Мариной, которая рассказывает ему, что призрак отца является и ей. При этом Андрею открываются странные вещи: Марина говорит, что в их семье не устраивают поминок и не проводят похоронных обрядов. Маленькая девочка, дочь Марины, спрашивает мать про свою смерть, потому что хочет «летать, как птица». Сначала Крутицкий подозревает, что появление призрака — хорошо срежиссированный спектакль, устроенный преступниками, потом — что сама Марина может быть причастна к преступному замыслу по доведению сестры до самоубийства. Но вскоре призрак Николая Мальцева является и самому Крутицкому. Испуганный следователь едет к Марине; в момент встречи призрак, вселившись в Марину, начинает говорить с Крутицким как бы от её имени, объясняя, что земная жизнь — это лишь промежуточный этап (своеобразная болезнь) перед настоящей, лучшей жизнью, наступающей после смерти, и что существует некая «организация мёртвых сподвижников», называющих себя «фо́рзи», цель которых — привести самых лучших и душевно чистых людей к ранней смерти ради их же собственного блага. Призрак также угрожает убить дочь Марины Настю, чтобы этим довести Марину до самоубийства. 
На следующий день Настя смертельно заболевает. Недоумевающий врач объясняет Крутицкому, что у неё последняя стадия дифтерии. Крутицкий мчится на Миусское кладбище к могиле Николая Мальцева и предлагает себя в качестве агента форзи среди живых взамен жизни девочки. В результате разговора, в ходе которого реплики покойного сплетаются из слышимых вдалеке команд железнодорожного диспетчера, Мальцев соглашается. При этом он ставит Крутицкому условием никогда больше не произносить присказку: «жизнь прекрасна и удивительна», предупредив следователя, что отныне его судьба всецело зависит от его языка. Покинув кладбище, Крутицкий неожиданно оказывается совсем в другом месте, и после разговора с двумя странными пожилыми дамами вдруг понимает, что телепортировался из Москвы в Киев. Уходя, одна дама говорит другой: «Не узнал…»
Вернувшись в Москву, Крутицкий узнаёт, что Настя внезапно выздоровела, и во время разговора с Мариной нарушает установленный покойником запрет. В результате Настя едва не погибает, падая в лестничный пролёт. Чудом успев спасти девочку, Крутицкий, обращаясь к фотографии Мальцева, говорит, что «один раз не в счёт».
Вскоре Андрей женится на Марине и удочеряет Настю. Отправившись с семьёй на отдых в Ялту, Крутицкий начинает невольно исполнять роль агента форзи. Он повторно нарушает запрет Мальцева, при этом погибают напавшие на него преступники, но после снова заболевает Настя, а Крутицкий и Марина бегут из гостиницы, которая немедленно обрушивается в результате землетрясения. Крутицкий пытается оказать помощь пострадавшим. Среди них — странный старик, который выглядит безумным. Он говорит, что под землёй живут гигантские муравьи, которые таскают и складывают коконы. Рядом с разрушенным зданием лежат погибшие, завёрнутые в простыни, глядя на которые Крутицкий вспоминает, что Мальцев, согласно старинному обычаю, был похоронен в белом саване. 
Пострадавшие просят Крутицкого помочь развести костёр. Он черпает ведром бензин и идёт к костру, не замечая, что горючее, выливаясь из дырявого ведра, оставляет дорожку к бочкам, возле которых стоят Настя и Марина. В этот момент кто-то из спасателей дважды выкрикивает: «Форзихт!» (нем. Vorsicht — «осторожно»). Возле костра возникают призраки Ольги и Коленьки, и Марина понимает: это конец. Пламя костра перекидывается на бензиновую дорожку, раздаётся взрыв, в результате которого Марина и Настя гибнут. 
В финале фильма Крутицкий убивает своего любимого пса, а затем и себя, надеясь перейти в загробный мир, чтобы преследовать там мстительного Мальцева. На столе остаётся записка: «Жизнь прекрасна и удивительна».

## В ролях
| Актёр                 | Роль                                                                    |
| --------------------- | ----------------------------------------------------------------------- |
| Александр Зуев        | Андрей Крутицкий, следователь                                           |
| Марьяна Полтева       | Марина                                                                  |
| Станислав Житарев     | Юрий Афанасьевич Травин, фактический муж Ольги                          |
| Николай Аверюшкин     | Сергей, друг Андрея Крутицкого                                          |
| Аня Константиновская  | Настя, дочь Марины                                                      |
| Андрей Дударенко      | Николай Ильич Мальцев, отец Ольги и Марины (говорящий портрет на стене) |
| Александра Харитонова | соседка                                                                 |
| Андрей Порошин        | судмедэксперт                                                           |

| Актёр            | Роль                                                     |
| ---------------- | -------------------------------------------------------- |
| Елена Метёлкина  | Ольга, сестра Марины                                     |
| Андрей Анненский | Коля, сын Ольги                                          |
| Василий Кравцов  | Вячеслав Анатольевич Ерохин (роль озвучил Юрий Саранцев) |
| Андрей Ладынин   | слепец в ресторане                                       |
| Игорь Пушкарёв   | директор завода                                          |
| Лариса Виккел    | работница на заводе                                      |
| Всеволод Абдулов | гость на свадьбе                                         |
| Рано Хамраева    | гостья на свадьбе                                        |
| Сергей Галкин    | лысый бандит                                             |
| Андрей Сёмин     | усатый бандит                                            |
| Василий Шлыков   | главный бандит                                           |
| Вадим Вильский   | хирург                                                   |

## Съёмочная группа
- Автор сценария: Андрей Горюнов
- Продюсер: Григорий Козырь
- Режиссёр: Альберт Мкртчян
- Оператор-постановщик: Борис Кочеров
- Художники-постановщики: Андрей Платов, Леонид Платов
- Композитор: Леонид Десятников
- Звукооператор: Виль Ермолин
- Директор: Андрей Синявский

## Места съёмок
- Москва: Миусское кладбище, храм Воскресения Словущего на Успенском Вражке (сцена венчания).
- Ялта: канатная дорога Ялта — Горка, гостиница «Ялта-Интурист».

## Книга «Прикосновение» и обвинение в плагиате
В 1995 году под авторством Фридриха Незнанского вышла книга «Частное расследование», первая часть которой называлась «Прикосновение» и представляла собой дословное изложение сюжета фильма «Прикосновение». Мистическая первая часть книги (собственно, события, описанные в фильме) трансформировалась в околонаучную фантастику, рассказывающую о психотронном генераторе, вызывающем массовые видения и галлюцинации. Альберт Мкртчян обвинял Незнанского в плагиате, однако иск о нарушении авторских прав в суд подавать отказался.

## Ремейк
В сентябре 2022 года было объявлено о планах по созданию ремейка культового отечественного фильма ужасов.

## Награды
- 2013 — специальная премия Александру Зуеву и Николаю Аверюшкину за вклад в развитие жанра «хоррор» на IV российском международном кинофестивале (кинопремии) остросюжетного кино и фильмов ужасов «Капля» в Москве— за исполнение главных ролей в российском художественном фильме ужасов «Прикосновение» (1992) режиссёра Альберта Мкртчяна[5][6].